# Scopula prosaula
Scopula prosaula là một loài bướm đêm trong họ Geometridae.